# César Alcalá
César Alcalá Giménez da Costa (Barcelona, 16 de octubre de 1965) es un historiador y escritor español.

## Biografía
Especializado en la historia del carlismo, es autor de varios libros, principalmente de temática histórica. 
A lo largo de su obra, Alcalá ha estudiado en profundidad la historia de los años de gobierno del Frente Popular durante la II República. Entre los temas tratados, destaca una investigación histórica sobre la presencia temporal de diversas personalidades, como por ejemplo S. Moll, en el barco Villa de Madrid a finales de la década de 1930. Ha señalado que "todos los fundadores de ERC eran masones y que por eso su logo es un triángulo". Además, ha añadido que "la masonería usó al anarquista Anselmo Lorenzo para llegar a la clase obrera catalana". "Las patrullas de control que surgieron en la Barcelona de 1936 eran todos masones, militantes de la CNT, de la FAI y de ERC".
Colabora en revistas como Actas y la Revista del Vallès y en diversos medios de comunicación como Economia Digital, La Razón, la cadena COPE, Vozpopuli, El Mundo Financiero, El Correo de España, La Contra Deportiva, Onda Marina Online, entre otros. Ha colaborado en el Diccionario biográfico español de la Real Academia de la Historia. Forma parte del equipo directivo de Revista Digital del Vallès y Revista Digital del Maresme. Actualmente es executive manager de OSI Foundation y director de Occidental World magazine.

## Publicaciones
| - La música a Catalunya fa 300 anys. Tibidabo Ediciones S.A. (Barcelona, 1994). - XLII Assemblea Íntercomarcal d’Estudiosos. Sant Cugat del Vallès. 23-25 d’octubre de 1998. Arxiu Nacional de Catalunya. (Sant Cugat del Valles, 1998). - El Carlisme i la dona. Fundació Pública Comarcal Francesc Ribalta. (Solsona, 1999). - XLIII Assemblea Íntercomarcal d’Estudiosos. Martorell. 4-5 de novembre de 2000. Ajuntament de Martorell. (Martorell, 2000). - Carlisme, Foralisme i Qüestió nacional. La premsa carlina. Fundació Pública Comarcal Francesc Ribalta. (Solsona, 2001). - Represión en la retaguardia. Cataluña 1936-1939. Actas Editorial S.L. (Madrid, 2001). - D. Mauricio de Sivatte. Una biografía política (1901-1980). Editorial Scire/Balmes. (Barcelona, 2001). - Documentos sobre la legitimidad (1945-1980). Editorial Scire/Balmes. (Barcelona, 2001). - Revisión de la Guerra Civil Española. Actas Editorial S.L. (Madrid, 2002). - María de las Nieves de Braganza y de Borbón. Mis memorias sobre nuestra campaña en Cataluña en 1872 y 1873 y en el Centro en 1874. Mención especial Fundación Hernando de Larramendi. Actas Editorial. (Madrid, 2002). - Tradicionalismo y Espiritualidad en Antonio Gaudí. Actas Editorial. (Madrid, 2002). - La Tercera guerra carlista. Grupo Medusa. (Madrid, 2004). - Diario de campaña de un soldado catalán. Actas Editorial. (Madrid, 2005). - Checas de Barcelona. El terror y la represión estalinista en Cataluña. Belacqua. (Barcelona, 2005). - La guerra de Marruecos (1859-1860). AF Editores. (Valladolid, 2005). - La represión política en Cataluña (1936-1939). Ediciones Grafite. (Baracaldo, 2005). - Checas de Valencia. Styria. (Barcelona, 2006). - Claves históricas del independentismo catalán. Ediciones Grafite. (Baracaldo, 2006). | - 1ª Guerra Carlista. Almena. (Madrid, 2006). - 2ª Guerra Carlista. Almena (Madrid, 2007). - 3ª Guerra Carlista. Almena (Madrid, 2007). - Las checas del terror. La desmemoria histórica al descubierto. Editorial Libros Libres (Madrid, 2007). - Secretos y mentiras de los Franco. Editorial Styria (Barcelona, 2008). - El nens de l’exili. Editorial Columna (Barcelona, 2008). - La República y la Guerra Civil. Actas Editorial S.L. (Madrid, 2009). - Rutas de Barcelona. Editorial Episteme (Barcelona, 2009). - Les presons de la República. Editorial Base (Barcelona, 2009). - Todo lo que debe saber sobre los vampiros. Belaqvua (Barcelona, 2009). - Los sitios de Gerona. Almena (Madrid, 2009). - Miscelánea Carlista en su 175 aniversario. Editorial Tradicionalista (Madrid, 2009). - Guerra i repressió al Vallès Oriental. Editorial Malhivern (La Garriga, 2010). - Los niños del exilio. (Sekotia, 2010). - La llista maçònica. Editorial Base. (Barcelona (2010). - Les guerres remenses. Editorial UOC. (Barcelona 2010). - Joan de Canyamás o la conspiración real. Editorial Seyce. (Barcelona, 2011). - La vida quotidiana a Catalunya (1936-1945). Editorial Malhivern. (La Garriga, 2011). - Histories encantades de Catalunya. Editorial Columna. (Barcelona, 2011). - Las traiciones personales de Franco. Editorial Malhivern (La Garriga, 2012). - La vida quotidiana a Catalunya (1946-1963). Editorial Malhivern (La Garriga, 2013). - Voluntarios catalanes en África. Editorial Galland Books. (Valldolid, 2019). - Claves para comprender el independentismo. Editorial Sekotia. (Madrid, 2020). - Constitucionalistas sin complejos. Editorial Sekotia. (Madrid, 2020). - Chekas, las prisiones de la república. Libros Libres. (Madrid, 2020). - El seny y la rauxa en Cataluña. SRD Editores. (Madrid, 2020). - Hedilla, 235 días al frente de Falange. SRD Editores. (Madrid, 2021). - Perfiles psiquiátricos de hombres asesinos. Editorial Sekotia. (Madrid, 2021). - Animalismo. Animales y personas que comparten derechos. Sekotia. (Madrid, 2021). - La cobardía de ERC. Los 10 primeros meses de la guerra civil. SRD Editores. (Madrid, 2021). - Mentes que se puden en el infirno SND Editories. (Madrid 2021) - Juan de Borbón. Ser rey es mi ambición personal. SND Editores (Madrid, 2022) - Perfiles Psiquiatricos de Mujeres asesinas. Sekotia. (Madrid, 2022) - El bandolerismo en España. Almuzara. (Madrid, 2022) - El milegro de Empel, SND Editores. (Madrid, 2022) - La nobleza franquista y la ley de la memoria democrática. |

- La masonería en Cataluña (2025), ed. Almuzara[7]